# شهرستان بوگوروسلانسکی
شهرستان بوگوروسلانسکی (به لاتین: Buguruslansky District) یک شهرستان در روسیه است که در استان اورنبورگ واقع شده‌است.